# 가브리엘레 안젤라
가브리엘레 안젤라(이탈리아어: Gabriele Angella, 1989년 4월 28일 ~ )는 이탈리아의 축구 선수이다. 현재 페루자 소속으로 뛰고 있다.